# 國民
国民（英語：national），是指在某一特定国家拥有该国国籍的人。与国民相对，没有国籍的人称为外国人。
大多数国家是不区分国民（national）和公民（citizen）的。在中国大陆，早期也使用“国民”一词，后来使用“公民”一词（英文翻译时而为，时而为）表示拥有中华人民共和国国籍的人。而在英国、美国、欧盟等地，公民（citizen）一词指与公民权密切相关，不是所有国民（national）都是公民。
“国民”一词明治维新后由日本传入中国，甲午战争后“国民”一词占据主流，而“人民”一词则相对少用。1903年，晚清一部分人认为“国民”即是“有权利，有责任（即义务），有自由、平等、独立之精神的人民，换言之，就是有国家观念的人民”。1919年李大钊在《宰猪场式的政治》一文中所使用的“人民”一词，已不再是指全体国民，而是指与统治者相对立的群体——“我们的政治，是宰猪场式的政治，把我们人民当作猪宰，拿我们的血肉骨头，喂饱了那些文武豺狼。”1924年国共合作开始“国民革命”、掀起国民运动，成立“国民革命军”。